# 크로아티아 역사박물관
크로아티아 역사박물관(크로아티아어: Hrvatski povijesni muzej)은 크로아티아 자그레브에 있는 역사 박물관이다. 